# The Owners
The Owners  (llamada Los intrusos en Hispanoamérica y Los propietarios en España), es una película de suspenso de terror de 2020, dirigida por el debutante Julius Berg, con un guion de Mathieu Gompel y Julius Berg en colaboración con Geoff Cox. La película es una adaptación de la novela gráfica Une nuit de pleine lune ("Una noche de luna llena") de Hermann Huppen e Yves H.

## Trama
Tres hombres jóvenes, Gaz, Nathan y Terry, están a punto de irrumpir en la casa donde trabaja la mamá Terry, cuando la novia de Nathan, Mary, llega a buscar su auto para ir al trabajo; la persuaden a quedarse afuera esperando y entran a la casa llevándose con ellos las llaves del auto. Los hombres llegan hasta una caja fuerte en el sótano, la cual intentan abrir. Mary se cansa de esperar afuera y entra a la casa. Incapaces de abrir la caja fuerte, los varones deciden esperar a los propietarios y forzarlos a que les den la clave de acceso. 
El médico Richard Huggins y su esposa Ellen, regresan a casa. Los chicos atan a la pareja de ancianos y amenazan con lastimarlos para conseguir la clave, pero a pesar de ello, el doctor Huggins, quien es el único que conoce la clave, se muestra reacio. Harta de la situación, Mary deja el sótano e intenta llamar a la policía desde un teléfono fijo en la casa. Gaz va tras de ella y lo impide, rompiendo la línea telefónica. Entretanto, Richard reconoce a Nathan y Terry de cuando eran niños, y trata de convencerlos de desistir en el robo y de ponerlos en contra de Gaz; ambos titubean. Gaz regresa al sótano y ata a Mary, se pelea con Nathan y lo apuñala, y luego intenta lastimar a Ellen para obtener la clave, pero Mary se libera y lo mata con un mazo. 
Mary y Terry desatan a la pareja. Richard les ofrece operar a Nathan y llamar a una ambulancia, así que lo llevan a la cocina y lo dejan con Richard. Mary le reprocha a Terry por la desaparición de su hermana gemela, Jean, quien tenía una relación con Terry. 
Mary tiene desconfianza, así que vuelve a entrar y encuentra a su novio muerto. Para tranquilizarla, Richard le dice que Nathan aún tiene signos vitales y también finge llamar desde el teléfono descompuesto para preguntar por la ambulancia, lo cual alerta a Mary. Además, su celular que había dejado en la chaqueta de su novio ha desaparecido, Ellen inyecta a Terry, supuestamente con medicina, Mary encuentra las puertas y ventanas de la casa cerradas con llave y después discute con Terry, el cual se ha dejado quitar el celular por Ellen, por su exceso de confianza en la pareja.
Richard intenta que los chicos se sienten a tomar el té con él y su esposa, mientras habla de la muerte de su hija Kate años atrás. Mary se molesta y amenaza al anciano con un cuchillo. Richard somete a Mary y la encierra en un armario. Mary le grita a Terry por ayuda. A Terry se le han dormido las piernas, así que se arrastra para liberarla. En medio de esto, Terry habla con Mary y deja ver que no ha superado la ausencia de Jean. En lo que ambos intentan escapar de la casa, las puertas y ventanas son bloqueadas y los ancianos juegan al gato y al ratón con Mary, conteniéndola con ayuda de gases mientras usan máscaras para respirar. Mary logra atrapar a Ellen y amenaza a Richard con quitarle la vida si no los deja ir. Richard habla con Terry en voz baja y accede al pedido de Mary, enviándole a Terry con las llaves que necesita.
Mary arrastra a Terry hasta el sótano y enciende la camioneta, pero cuando está a punto de escapar por la puerta, Terry le dispara desde atrás. Mientras se desangra, Richard le explica que él y su esposa secuestraban niñas para encontrar un reemplazo de Kate, pero ninguna era satisfactoria, hasta que encontraron a la indicada. El anciano entonces ingresa la clave a la caja fuerte, la cual es en realidad una puerta secreta hacia una habitación donde se encuentra encerrada Jean, la cual es llamada "Kate" por la pareja. Los ancianos llevan a Terry en una silla de ruedas hacia la habitación, cumpliendo su deseo de reencontrarse con ella, y los encierran.
Una semana después la madre de Terry manifiesta a los Huggins su preocupación por la desaparición de su hijo, pero el anciano la tranquiliza, mientras él y esposa hacen jardinería sobre los cadáveres enterrados.

## Reparto
- Maisie Williams como Mary / Jane Vorrel.
- Sylvester McCoy como Dr. Richard Huggins.
- Rita Tushingham como Ellen Huggins.
- Jake Curran como Gaz.
- Ian Kenny como Nathan.
- Andrew Ellis como Terry.
- Stacha Hicks como Jean.

## Producción y lanzamiento
En febrero de 2019, se anunció que Maisie Williams había sido elegida para la película. En mayo de 2019, Jake Curran, Ian Kenny, Andrew Ellis, Sylvester McCoy, Rita Tushingham y Stacha Hicks se unieron al elenco. El rodaje comenzó en mayo de 2019, y tuvo lugar en una aislada mansión victoriana en Kent, cerca de Londres.
En abril de 2020, RLJE Films adquirió los derechos de distribución de la película. Fue lanzada en cines limitados en Reino Unido el 27 de agosto de 2020. Otros estrenos incluyeron:
- Estados Unidos: 4 de septiembre.
- Rusia 27 de agosto de 2020.
- México: 21 de enero de 2021.
- Nueva Zelanda: 11 de febrero de 2021.
- España: 5 de marzo de 2021.
- Argentina: 25 de marzo de 2021.
- Brasil: 19 de mayo de 2021.
- En plataformas de Netflix: 3 de agosto de 2021.[7]

## Crítica
En el agregador de reseñas Rotten Tomatoes, la película tiene una calificación del 65 % basada en 40 reseñas, con una calificación promedio de 6.1/10. El consenso de los críticos del sitio web dice: "Los propietarios se antoja excesivamente perversa y exagerada para algunos, pero puede ser lo suficientemente llamativa para los entusiastas del género interesados en thrillers de invasión de casa". Metacritic reporta una puntuación de 53 sobre de 100, sobre la base de cuatro reseñas.